# Nikolai Vedishchev
Nikolai Andreyevich Vedishchev (tiếng Nga: Николай Андреевич Ведищев; sinh ngày 26 tháng 8 năm 1996) là một cầu thủ bóng đá người Nga thi đấu cho FSK Dolgoprudny.

## Sự nghiệp câu lạc bộ
Anh có màn ra mắt tại Giải bóng đá chuyên nghiệp quốc gia Nga cho FSK Dolgoprudny vào ngày 28 tháng 10 năm 2017 trong trận đấu với FC Kolomna.